# Cydnidae
Cydnidae são chamados vulgarmente de percevejos-cavadores, têm tamanho variável (3 a 10 mm), predominantemente negros ou castanhos, geralmente brilhantes, cabeça alargada e achatada, pernas adaptadas para o hábito cavador. Tem distribuição mundial, estando bem representada nas regiões tropicais e temperadas, perfazendo mais de 750 espécies e 120 gêneros.